# Flugplatz Klix

i7
i11
i13
Der Flugplatz Klix (ICAO-Code: EDCI) ist ein Sonderlandeplatz, an dem überwiegend Winden- und Flugzeugschleppstarts von Segelflugzeugen durchgeführt werden. Darüber hinaus sind Starts und Landungen für Motorflugzeuge bis 5,7 Tonnen und Ultraleichtflugzeuge zugelassen. Der Flugplatz liegt auf dem Gebiet der Gemeinde Großdubrau in Sachsen.

## Geschichte
Am 7. Oktober 1955 begann mit dem ersten Start eines Segelflugzeuges auf dem Klixer Gelände die Geschichte des Flugplatzes Klix. Während der Jahre in der DDR entwickelte sich der Flugplatz zum Bezirksflugplatz und Leistungszentrum der GST. Seit 1990 wird der Flugplatz Klix durch den aeroteamKLIX Segelflugclub e. V. betrieben.
Seit 1990 führt der Verein jedes Jahr einen Streckenflugwettbewerb durch, der als „Klassentreffen“ bezeichnet wird.

## Flugbetrieb
Der Klixer Segelflugplatz ist besonders wegen der günstigen thermischen Bedingungen und des wenig eingeschränkten Luftraumes in ganz Deutschland und darüber hinaus bekannt und wird immer wieder gern von vielen „Fliegergästen“ besucht. Darüber hinaus ist in den Herbst- und Wintermonaten vom Flugplatz Klix aus der Einstieg in das Leewellengebiet des Zittauer Gebirges sowie des Altvater- und Riesengebirges möglich.

## Zwischenfall
Am 3. Mai 2016 verunglückte während des Wettbewerbs Klix 2016 eine 21-jährige Pilotin tödlich, als sie während des Landeanfluges mit ihrer einsitzigen Eiri Avion PIK-20 auf dem Flugplatz abstürzte. Sie erlag ihren Verletzungen im Krankenhaus Bautzen, woraufhin der Wettbewerb abgebrochen wurde. Die Ermittlungen der Bundesstelle für Flugunfalluntersuchung (BFU) deuten auf einen Steuerfehler als Unfallursache.

## Bilder

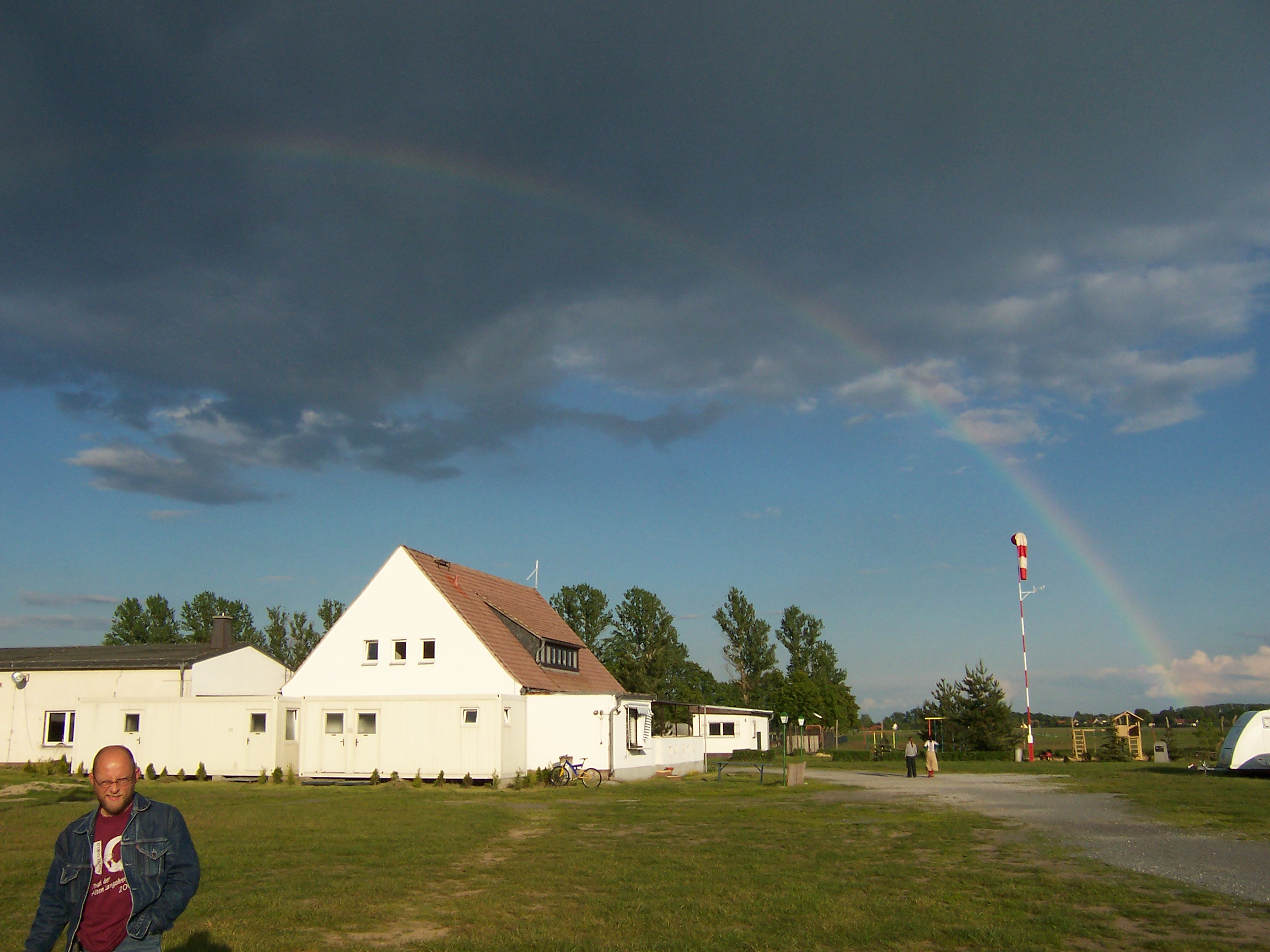
Innenbereich am Flugplatz Klix
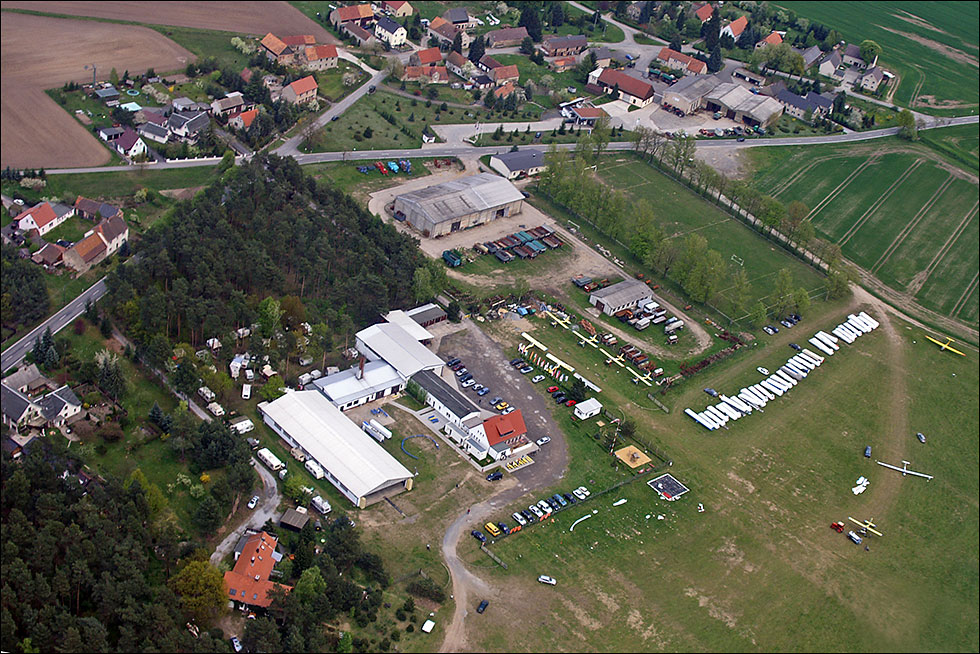
Hangars am Flugplatz Klix